# Anton Raubal
Anton „Toni“ Raubal (* 20. April 1968 in Garmisch-Partenkirchen; † 25. April 2024 in Grainau) war ein deutscher Eishockeyspieler und -trainer. Er spielte als Verteidiger in der Eishockey-Bundesliga und in der Deutschen Eishockey Liga.

## Karriere
Raubal begann seine Profilaufbahn im Jahr 1985 beim SC Riessersee. Bereits im ersten Jahr erzielte er 15 Scorerpunkte als Verteidiger. Im Sommer 1987 schloss er sich dem Mannheimer ERC an und bestritt für die Mannschaft aus Mannheim in drei Jahren 104 Spiele. 1990 wechselte er zum EV Landshut. Nach drei Jahren in Landshut band er sich für zwei Jahre an den SV Bayreuth, der in der 2. Eishockey-Bundesliga angesiedelt war, um anschließend in die neu gegründete Deutsche Eishockey Liga zu den Frankfurt Lions zu wechseln.
Die Saison 1995/96 brachte seine statistisch beste DEL-Saison mit insgesamt 19 Scorerpunkten. Ab 1997 spielte Raubal nur noch bei unterklassigen Vereinen, unter anderem beim Heilbronner EC, Moskitos Essen, dem Braunlager EHC/Harz und dem EC Bad Nauheim. In Essen beendete er 2007 seine Laufbahn und wurde bei selbigem Verein Co-Trainer unter Headcoach Jari Pasanen. Nach der Insolvenz der Moskitos Essen folgte er Pasanen zu den Schwenninger Wild Wings, wo er in der Saison 2008/09 wieder gemeinsam mit Pasanen das Trainergespann bildete. Pasanen wurde wenig später entlassen und durch Kim Collins ersetzt. Raubal blieb allerdings weiterhin beim SERC. Zwischen 2009 und September stand er neben dem neuen Schwenninger Trainer Axel Kammerer bei den Schwänen an der Bande. Nachdem Kammerer im September 2011 entlassen worden war, übernahm Raubal kommissarisch das Traineramt.
Ab August 2013 war Raubal Assistenztrainer bei den Dresdner Eislöwen aus der DEL2, ehe er im August 2015 aus persönlichen Gründen um Auflösung seines Vertrages bat.

### Trainerstationen
| Jahre     | Anzahl Saisons | Verein            | Liga         | Posten     | erreichte Playoffs                     | erreichte Titel        |
| 2007–2008 | 1              | Moskitos Essen    | 2. BL        | Co-Trainer | Viertelfinale                          | keine                  |
| 2008–2012 | 4              | SERC Wild Wings   | 2. BL        | Co-Trainer | 1× Pre-Playoffs, 2× Finale, Halbfinale | zweifacher Vizemeister |
| 2013–2015 | 2              | Dresdner Eislöwen | DEL2         | Co-Trainer | Viertelfinale                          |                        |
| 2015–2024 |                | SC Riessersee     | Oberliga Süd | Co-Trainer |                                        |                        |

## Nach der Karriere
Nach dem Ende seiner Spielerkarriere übernahm Raubal Trainerämter bei verschiedenen Vereinen, zuletzt als Co-Trainer des SC Riessersee in der Eishockey Oberliga Süd, sowie als Chef-Trainer der U20-Mannschaft des SC Riessersee in der DNL. Seine Brüder Andreas und Michael (1970 – 2025) waren ebenfalls Eishockeyspieler. Andreas Raubal arbeitet heute als Eishockeytrainer.
Raubal starb am 25. April 2024 kurz nach Vollendung seines 56. Lebensjahres in Grainau.